# Gaby Schwarz
Gaby Schwarz, auch Gabriela Schwarz, (* 3. September 1962 in Wien) ist eine ehemalige österreichische Fernseh- und Radiomoderatorin des Österreichischen Rundfunks (ORF). Seit August 2017 ist sie Politikerin der Österreichischen Volkspartei (ÖVP), von November 2017 bis Juli 2022 war sie ÖVP-Klubobmann-Stellvertreterin und Abgeordnete zum Nationalrat, wo sie auch als Bereichssprecherin für Gesundheit fungierte. Anfang 2020 wurde sie stellvertretende Generalsekretärin der ÖVP. Seit Juli 2022 ist sie Volksanwältin.

## Leben

### Ausbildung und Beruf
Gabriela Schwarz wurde als Tochter des ÖVP-Politikers Alois Schwarz (1932–2007), des Bürgermeisters von Eisenstadt von 1990 bis 2002, geboren. Nach der Matura am Bundesgymnasium Eisenstadt 1981 begann sie an der Universität Wien ein Studium der Publizistik und Politikwissenschaft. Parallel dazu besuchte sie von 1982 bis 1985 die Bayerische Akademie für Fernsehen.
1980 begann sie ihre berufliche Laufbahn in der Jugendredaktion des ORF-Landesstudios Burgenland als Redakteurin und Moderatorin. Am 2. Mai 1988 moderierte sie die erste Ausgabe der täglichen ORF-Informationssendung Burgenland heute, die sie im Weiteren neben Licht ins Dunkel, Treffpunkt Burgenland und verschiedenen Radiosendungen über mehrere Jahre präsentierte. Neun Jahre lang war sie Leiterin der Marketingabteilung und ab 2008 als Programmchefin für das ORF-Radio Burgenland verantwortlich. Als Programmchefin folgte ihr am 1. April 2018 Ursula Hofmeister nach.
Seit 2014 ist sie organisatorische Leiterin der Krisenintervention und Mitglied des Katastrophenkommandos des Roten Kreuzes im Burgenland.

### Politik
Am 12. August 2017 beendete sie ihre Tätigkeit für den ORF. Vier Tage später wurde sie als Spitzenkandidatin der Landesliste der ÖVP Burgenland für die Nationalratswahl 2017 und als Listenvierte auf der ÖVP-Bundesliste der Liste Sebastian Kurz vorgestellt. Im Zuge der Regierungsbildung nach der Nationalratswahl 2017 verhandelte sie auf ÖVP-Seite den Fachbereich Soziales und Konsumenten. Am 8. November 2017 wurde sie zur ÖVP-Klubobmann-Stellvertreterin gewählt. Im ÖVP-Parlamentsklub fungiert sie als Nachfolgerin von Erwin Rasinger als Gesundheitssprecherin. In der XXVI. Gesetzgebungsperiode war sie Mitglied im Ausschuss für Konsumentenschutz, im Ausschuss für Petitionen und Bürgerinitiativen, im Gesundheitsausschuss, im Volksanwaltschaftsausschuss sowie im BVT-Untersuchungsausschuss.
Bei der Nationalratswahl 2019 kandidierte sie erneut als ÖVP-Spitzenkandidatin im Landeswahlkreis Burgenland sowie auf Platz acht der Bundesliste. Vor Beginn der XXVII. Gesetzgebungsperiode wurde sie am 22. Oktober 2019 erneut zur Klubobmann-Stellvertreterin gewählt. Im Rahmen der Koalitionsverhandlungen zur Regierungsbildung 2019 verhandelte sie in den beiden Hauptgruppen Staat, Gesellschaft und Transparenz sowie Soziale Sicherheit, neue Gerechtigkeit und Armutsbekämpfung.
Aufgrund des Wechsels von Karl Nehammer ins Innenministerium wurde Axel Melchior Anfang 2020 als dessen Nachfolger Generalsekretär der ÖVP, Schwarz wurde dessen Stellvertreterin. Ende 2021 wurden die Positionen von Bundesgeschäftsführer und Generalsekretär wieder getrennt, Generalsekretärin wurde Laura Sachslehner und Bundesgeschäftsführer Alexander Pröll, der damit Gaby Schwarz als Generalsekretärstellvertreterin ablöste. Schwarz folgte Melchior als ÖVP-Mediensprecherin nach.
Nach der Nominierung von Werner Amon als Landesrat der Landesregierung Drexler wurde sie im Juni 2022 im ÖVP-Präsidium als Nachfolgerin von Amon als Volksanwältin vorgeschlagen. Am 8. Juli 2022 verabschiedete sie sich von den Abgeordneten im Nationalrat, am 11. Juli 2022 wurde sie von Bundespräsident Alexander Van der Bellen als Volksanwältin angelobt. Ihr Nationalratsmandat auf der Bundesparteiliste übernahm Josef Smolle, Karl Schmidhofer zog auf dessen Mandat der Landesliste erneut in den Nationalrat ein. Bereichssprecher für Gesundheit wurde Josef Smolle und Bereichssprecher für Medien Kurt Egger.
Für die Funktionsperiode 2025 bis 2031 wurde sie im Mai 2025 erneut von der ÖVP als Volksanwältin nominiert und vom Nationalrat gewählt.

## Auszeichnungen
- 2011: Rosa-Jochmann-Preis des Landes Burgenland[29]
- 2012: Österreichischer Verkehrssicherheitspreis Aquila[30]
- 2024: Award des Frauenmagazins Die Burgenländerin in der Kategorie Gesellschaft und Soziales für ihr Engagement beim Roten Kreuz[31][32][33]